# Rochonvillers
Rochonvillers é uma comuna francesa na região administrativa de Grande Leste, no departamento de Mosela. Estende-se por uma área de 5,64 km². Em 2010 a comuna tinha 191 habitantes (densidade: 33,9 hab./km²).